# Paul J. Flory
Pour les articles homonymes, voir Flory.
Paul John Flory (19 juin 1910 - 9 septembre 1985) est un chimiste américain. Il est en particulier connu pour son importante contribution scientifique dans le domaine des polymères. Il reçoit le prix Nobel de chimie en 1974 « pour ses réalisations fondamentales, tant théoriques qu'expérimentales, en chimie physique des macromolécules ».

## Biographie
Après l’obtention de son diplôme au lycée d’Elgin dans l’Illinois en 1927, Flory obtient un Bachelor de l’université de Manchester (en), dans l'Indiana, en 1931 et un doctorat de l’université d'État de l'Ohio en 1934. Il commence à travailler chez DuPont de Nemours avec Wallace Carothers.

## Travaux scientifiques
Il est un pionnier dans la compréhension du comportement des polymères en solution. Parmi ses apports on compte : une méthode originale pour calculer la taille probable des polymères en solution, la théorie de Flory-Huggins, et l’introduction de l’exposant de Flory, qui aide à caractériser le mouvement des polymères en solution. Il introduit le concept de volume d’exclusion qui amène une percée conceptuelle dans l’explication des différents résultats expérimentaux obtenus à l'époque. Il introduit aussi le concept du point Thêta, limite à laquelle le volume d’exclusion est neutralisé et la chaîne revient à un comportement idéal. Il remarque que la dimension des chaînes dans les polymères fondus devaient avoir la taille calculée pour une chaîne en solution idéale quand le volume stérique n'intervient pas.
Pour modéliser les vecteurs de position des atomes dans les macromolécules, il est souvent nécessaire de convertir les coordonnées cartésiennes (x, y, z) en coordonnées généralisées. La convention de Flory définissant les variables impliquées est usuellement employée. Par exemple, une liaison peptidique peut être décrite par les coordonnées (x, y, z) de chaque atome la constituant, or dans la convention de Flory peut être utilisée. Pour cela on doit connaître la longueur de la liaison {\displaystyle l_{i}}, l’angle de liaison {\displaystyle \theta _{i}}, et l’angle dièdre {\displaystyle \phi _{i}}. En appliquant une conversion vectorielle des coordonnées cartésiennes aux coordonnées généralisées, on décrira toujours la même structure tridimensionnelle si on applique la convention de Flory.
Ses contributions au domaine de la science des polymères se retrouvent dans son texte de 1953, Principles of Polymer Chemistry, où il apporte une explication globale aux résultats expérimentaux et théoriques avérés à cette époque. Alors que le domaine des polymères s’est considérablement agrandi, ce texte continue à être une référence et reste extrêmement utile à la compréhension de certains concepts clés.

## Distinctions et récompenses
- 1962 : médaille William-H.-Nichols ;
- 1973 : prix Willard-Gibbs ;
- 1974 : prix Nobel de chimie ;
- 1974 : médaille Priestley pour ses réalisations fondamentales, tant théoriques qu'expérimentales, en chimie physique des macromolécules.

## Publications
- (1953) Principles of Polymer Chemistry (George Fisher Baker Non-Resident Lec). Cornell University Press.  (ISBN 0-801-40134-8).
- (1969) Statistical Mechanics of Chain Molecules. Interscience.   (ISBN 0-470-26495-0). Reissued 1989.   (ISBN 1-569-90019-1).
- (1985) Selected Works of Paul J. Flory. Stanford Univ Press.   (ISBN 0-804-71277-8).